# Harun Alpsoy
Harun Alpsoy (Menziken, 3 marzo 1997) è un calciatore svizzero naturalizzato turco, centrocampista dell'Adanaspor.

## Caratteristiche tecniche
È un centrocampista centrale.

## Carriera

### Club
Cresciuto nelle giovanili del Grasshoppers, ha esordito il 23 agosto 2015 in un match vinto 2-0 contro il San Gallo.
Nel gennaio del 2017 è stato acquistato dall'Antalyaspor.

### Nazionale
Ha giocato numerose partite con le varie nazionali giovanili svizzere; in seguito ha anche giocato nella nazionale turca Under-20.

## Statistiche

### Presenze e reti nei club
Statistiche aggiornate al 30 gennaio 2017.
| Stagione           | Squadra            | Campionato         | Campionato | Campionato | Coppe nazionali | Coppe nazionali | Coppe nazionali | Coppe continentali | Coppe continentali | Coppe continentali | Altre coppe | Altre coppe | Altre coppe | Totale | Totale | Totale |
| Stagione           | Squadra            | Comp               | Pres       | Reti       | Comp            | Pres            | Reti            | Comp               | Pres               | Reti               | Comp        | Pres        | Reti        | Pres   | Reti   |        |
| ------------------ | ------------------ | ------------------ | ---------- | ---------- | --------------- | --------------- | --------------- | ------------------ | ------------------ | ------------------ | ----------- | ----------- | ----------- | ------ | ------ | ------ |
| 2015-2016          | Grasshoppers       | ASL                | 13         | 0          | CS              | 0               | 0               |                    | -                  | -                  |             | -           | -           | 13     | 0      |        |
| 2016-gen. 2017     | Grasshoppers       | ASL                | 2          | 0          | CS              | 0               | 0               | UEL                | 1                  | 0                  |             | -           | -           | 3      | 0      |        |
| Totale Grasshopper | Totale Grasshopper | Totale Grasshopper | 15         | 0          |                 | 0               | 0               |                    | 1                  | 0                  |             | -           | -           | 16     | 0      |        |
| gen.-giu. 2017     | Alanyaspor         | SL                 | 2          | 0          | CT              | 0               | 0               |                    | -                  | -                  |             | -           | -           | 2      | 0      |        |
| 2017-2018          | Alanyaspor         | SL                 | 10         | 0          | CT              | 5               | 0               |                    | -                  | -                  |             | -           | -           | 15     | 0      |        |
| Totale carriera    | Totale carriera    | Totale carriera    | 27         | 0          |                 | 5               | 0               |                    | 1                  | 0                  |             | -           | -           | 33     | 0      |        |